# Bebida alcohólica

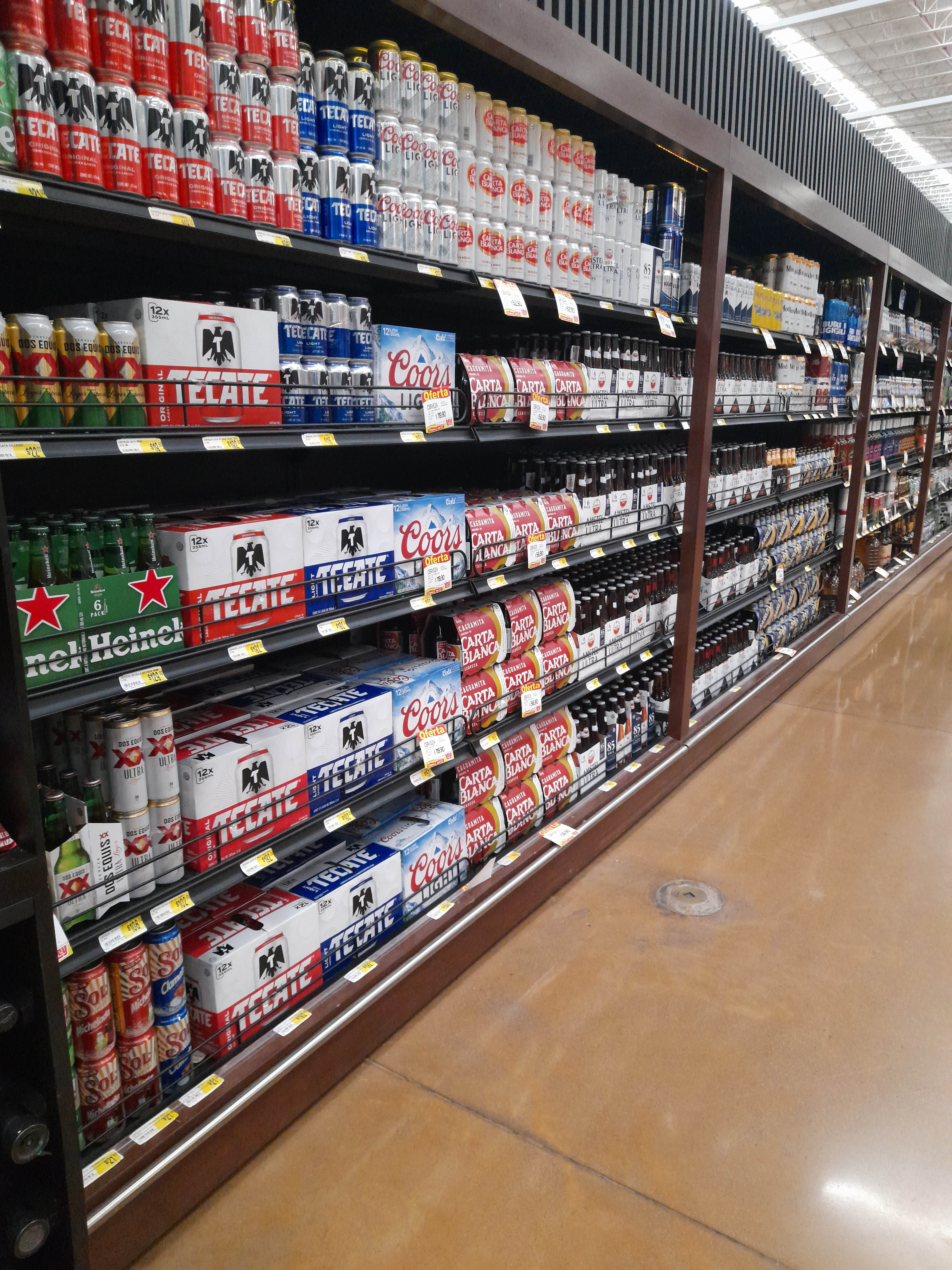
Sector de bebidas alcohólicas en un supermercado, en Culiacán, Sinaloa, México (2021).

Las bebidas alcohólicas son aquellas bebidas que contienen etanol (alcohol etílico) en su composición. Las bebidas alcohólicas desempeñan un papel social importante en muchas culturas del mundo, debido a su efecto de droga recreativa depresora. La mayoría de los países tienen leyes que regulan la producción, venta y consumo de estas bebidas. Una de ellas es que, por lo general, se restringe su venta y consumo a menores de edad.
Atendiendo a la elaboración, se pueden distinguir entre las bebidas producidas simplemente por fermentación alcohólica (vino, cerveza, sidra, hidromiel, sake), en las que el contenido de alcohol no suele superar los 15°, y las producidas por destilación, con contenido alcohólico superior a 15°. Entre estas últimas se encuentran los diferentes tipos de licores y aguardientes (brandy, whisky, tequila, ron, vodka, cachaza, el pisco o ginebra, entre otras). La cantidad de alcohol de un licor u otra bebida alcohólica se mide bien por el volumen de alcohol que contenga o bien por su grado de alcohol. La graduación es el porcentaje de alcohol en una bebida alcohólica. Por lo general, el porcentaje de alcohol puro es la mitad de la graduación (por ejemplo, una bebida blanca de graduación alcohólica de 100 tiene alrededor del 50% de alcohol puro). Mientras más alto sea el grado, mayor cantidad de alcohol puro tiene el trago. 
El alcohol etílico (etanol) es una droga recreativa legal en la mayor parte del mundo y una de las más consumidas. Al ser una droga depresora, en dosis bajas o moderadas produce euforia, reduce la ansiedad, etc. Sin embargo, su consumo en exceso puede causar daños al organismo, así como causar embriaguez o coma etílico, y adicciones como el alcoholismo, que provoca millones de muertes al año en el mundo.

## Bebidas fermentadas

### Cerveza
La cerveza (del latín cerevisĭa), coloquialmente conocida también como birra (del italiano birra, y este del alemán Bier), es una bebida alcohólica, no destilada, de sabor amargo, que se fabrica con granos de cebada germinados u otros cereales cuyo almidón se fermenta en agua con levadura (Saccharomyces cerevisiae o Saccharomyces pastorianus) u otros organismos como bacterias y obtiene sabor y aroma principalmente por lúpulo. Es la bebida alcohólica más consumida del mundo, y una de las bebidas más consumidas en general, solo por detrás del agua, el té y el café.

### Vino
El vino (del latín vinum) (también mostagán) es una bebida hecha de uva (especie Vitis vinifera), mediante la fermentación alcohólica de su mosto o zumo. La fermentación se produce por la acción metabólica de levaduras, que transforman los azúcares naturales del fruto en etanol y gas en forma de dióxido de carbono. El azúcar y los ácidos que posee la fruta, Vitis vinífera, son suficientes para el desarrollo de la fermentación. No obstante, el vino es una suma de factores ambientales: clima, latitud, altitud, horas de luz y temperatura, entre varios otros. Aproximadamente un 66 % de la recolección mundial de uva se dedica a la producción vinícola; el resto es para su consumo como fruta.
El cultivo de la vid cubre un 0,5 % del suelo cultivable en el mundo y está asociado a lugares con un clima mediterráneo; no en vano, la mitad de la producción mundial de vino se concentra tan solo en tres países mediterráneos: Italia, Francia y España. 
Existen varias denominaciones de origen reconocidas, entre ellas Rioja, La Mancha, Albariño Oporto, etc.

### Sidra
La sidra (del latín tardío sicĕra 'bebida embriagadora', esta del gr. σίκερα síkera, y esta del egipcio ṯkr.) es una bebida alcohólica fabricada con el jugo fermentado de la manzana o de la pera, de baja graduación que varía entre el 2 %, en el caso de la sidra doux francesa, hasta un máximo del 8 % en volumen.

## Hidromiel
El hidromiel  es una bebida alcohólica elaborada mediante la fermentación de miel con agua, a veces con diversas frutas, especias, cereales o lúpulo. El contenido alcohólico del hidromiel puede oscilar entre un 92% y más de un 8%. La característica que define al hidromiel es que la menor parte del azúcar fermentable de la bebida procede de la miel. El hidromiel también puede denominarse "vino de miel".

## Pulque
El pulque es la bebida fermentada mesoamericana elaborada a partir del "agua miel" del maguey, Agave americana. El pulque puede destilarse para producir tequila o mezcal.

## Vino de arroz
El sake, el huangjiu, el mijiu y el cheongju son ejemplos populares de vino de arroz de Asia Oriental.

## Bebidas destiladas

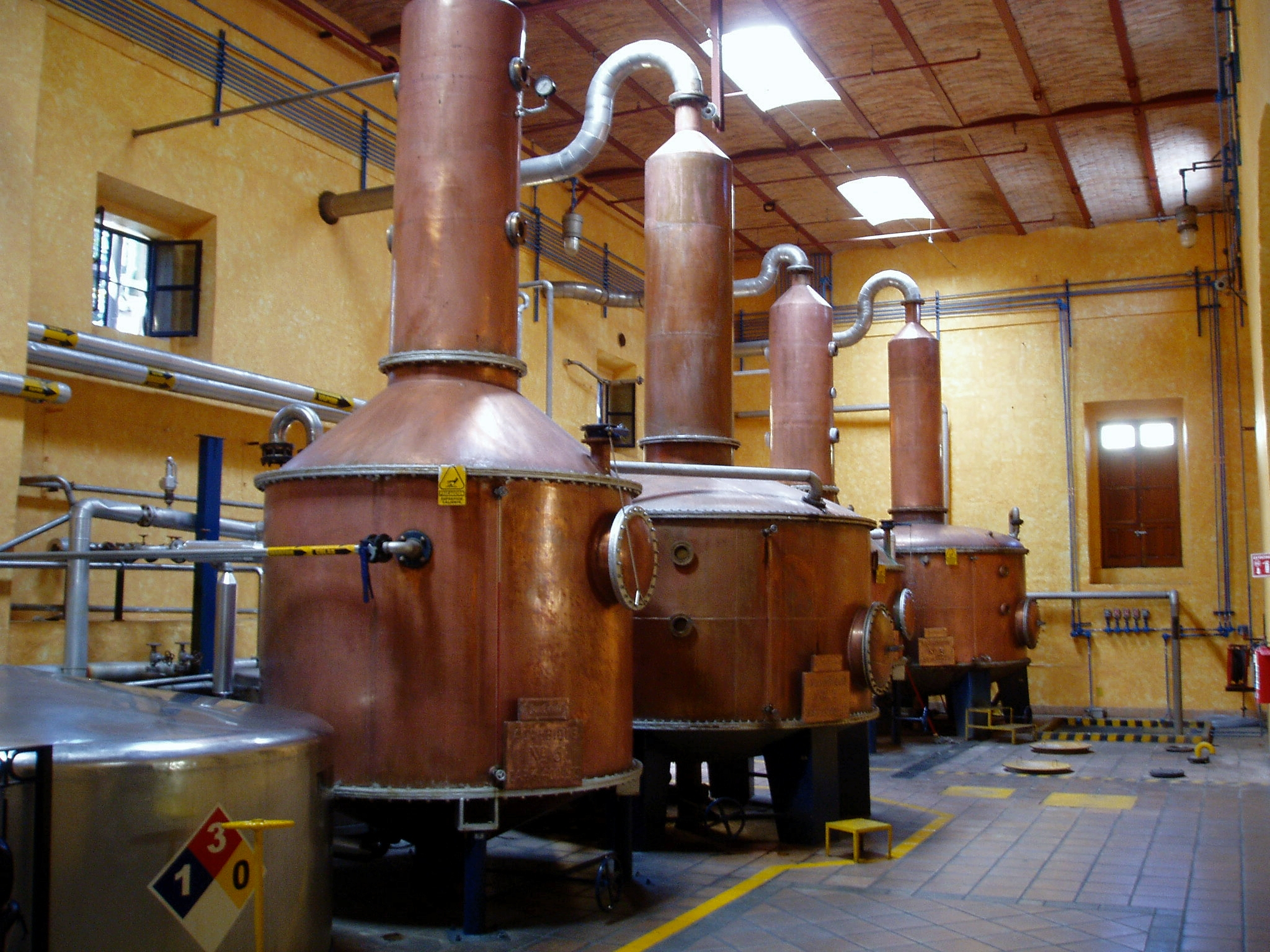
Destiladores de tequila.

Las bebidas destiladas son el resultado del proceso de separación de agua y alcohol de un líquido previamente fermentado, cuya materia prima puede ser un cereal (como la cebada, maíz o centeno), un tubérculo (como la papa) o desechos de frutas (como el caso de la grapa, que se elabora con los hollejos de la uva). Otra materia prima es la caña de azúcar, de la cual se obtiene el ron.

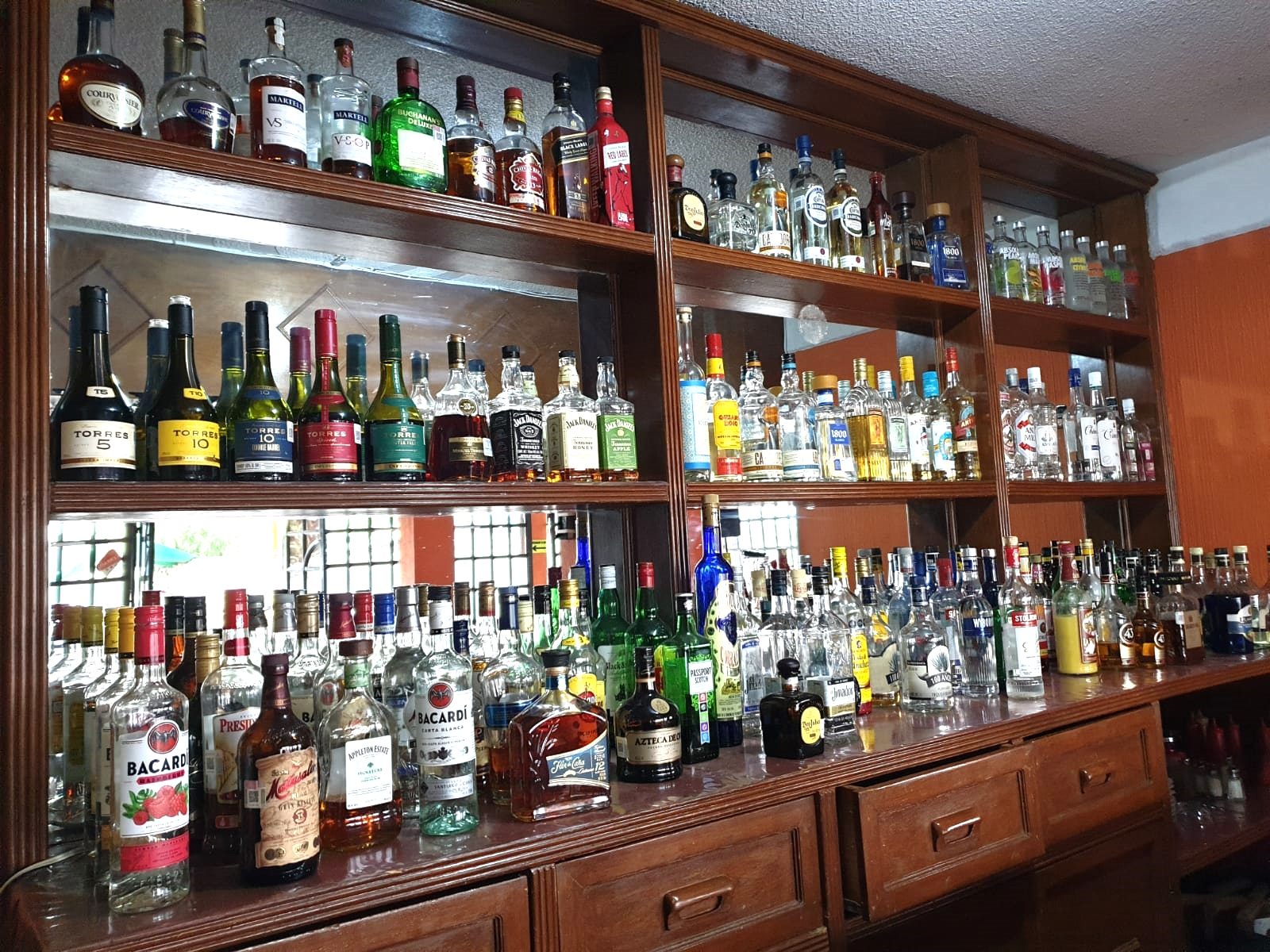
Bebidas alcohólicas embotelladas, mostradas como decoración en un bar en Ecatepec de Morelos, México

El método de destilación puede ser industrial o artesanal, dependiendo del volumen de producción y de la calidad deseada para el producto final. En cualquier caso, su objetivo es el de obtener una bebida de alcohol puro con un nivel superior a los 40°.
La destilación puede estar secundada por un proceso de infusión a través del cual se añaden aromas al producto final, como en el caso de la ginebra, cuyo componente principal y distintivo es el enebro.
Se llama bebidas blancas a las bebidas transparentes que tienen menos congéneres (componentes biológicamente activos) y, por lo tanto, son menos dañinas.
Entre las principales bebidas de este tipo existen:
- Tequila (GA 60°)
- Pisco (GA 44°)
- Whisky (GA 40°)
- Coñac (GA 40°)
- Vodka (GA 40°)
- Singani (GA 40°)
- Ron (GA 40°)
- Ginebra (GA 40°)
- Anisado (GA 36°)
- Brandy (GA 40°)

## Consecuencias del consumo de bebidas alcohólicas

### Consumo en exceso
El etanol, tipo de alcohol presente en las bebidas alcohólicas, es la droga legal depresora más utilizada en el mundo, y así lleva siéndolo desde hace milenios. Su consumo es adictivo y puede conducir al alcoholismo. El consumo de grandes dosis de etanol causa embriaguez (intoxicación alcohólica), que puede provocar resaca una vez se han terminado los efectos. 
Según la dosis y la frecuencia con que se consuma, el etanol puede causar coma etílico, pérdida de conocimiento, una parálisis respiratoria aguda o incluso la muerte. Como el etanol perjudica las habilidades cognitivas, puede incitar a comportamientos temerarios o irresponsables. La toxicidad del etanol es causada en gran medida por su principal metabolito, el acetaldehído, y su metabolito secundario, el ácido acético (si bien de por sí este último no es tóxico, pero acidifica el organismo).  
Así mismo, el consumo de bebidas alcohólicas es una de las causas más frecuentes de accidentes de tránsito, por los efectos que produce su intoxicación afectando a las capacidades del conductor o chofer al mando del vehículo. Por ese motivo las leyes prohíben consumir alcohol si se va a conducir y el hecho de infringir esta norma legal conlleva sanciones que van desde multas, revocación de licencia e inclusive prisión, según las circunstancias y los países. 
Está establecido que el alcohol tiene capacidad cancerígena, por lo que incluso dosis bajas pueden causar efectos negativos en algunas personas. Esto permite estimar las muertes atribuibles directa o indirectamente al consumo de alcohol, que para España se han calculado en unas 14.000 al año. 

### Fases de la ingestión de bebida alcohólica
Tras la ingestión de alcohol se producen a corto plazo una serie de efectos o síntomas, dependientes de la dosis ingerida (aunque afectan otros factores individuales):
1. Fase de euforia y excitación. Tasa de alcoholemia: 0,5 g/L. Locuacidad, euforia, desinhibición, conducta impulsiva.
2. Intoxicación. El organismo no está acostumbrado al alcohol que resiste. Poco a poco se afecta el sistema nervioso al originarse la pérdida en la capacidad de coordinar los movimientos, lo cual produce el desequilibrio y a veces caídas. Si se abusa se puede producir la ataxia locomotriz, que es una parálisis propia de los alcohólicos. El alcohol produce efectos depresivos y una aparente sensación de calor al dilatarse los vasos cutáneos, pero lo que ocurre realmente es la pérdida de calor del organismo. También se distorsiona el modo de hablar (lo que coloquialmente se llama "hablar como borracho" que frecuentemente suele ser fuente de burlas y ha servido de base para historias cómicas o "chistes de borrachos"). Igualmente, se afecta el diafragma produciendo el hipo característico de la embriaguez.
3. Fase hipnótica o de confusión. Tasa de alcoholemia: 2 g/L. Irritabilidad, agitación, somnolencia, cefalea, disartria, ataxia, dismetría, náuseas y vómitos.
4. Fase anestésica o de estupor y coma. Tasa de alcoholemia: 3 g/L. Lenguaje incoherente, disminución marcada del nivel de conciencia (obnubilación y coma) y del tono muscular, incontinencia de esfínteres, dificultad respiratoria.
5. Fase bulbar o de muerte. Tasa de alcoholemia: 5 g/L. Choque cardiovascular, inhibición del centro respiratorio, paro cardiorrespiratorio y muerte.

### El metanol
La dosis letal mediana (DL50) del etanol en ratas es de 10 300 mg/kg. Otros alcoholes son significativamente más tóxicos que el etanol, en parte porque tardan mucho más en ser metabolizados y en parte porque su metabolización produce sustancias (metabolitos) que son aún más tóxicas. El metanol (alcohol de madera), por ejemplo, es oxidado en el hígado, con lo que se forma la sustancia venenosa formaldehído por la enzima Alcohol-deshidrogenasa. Esto puede provocar ceguera o la muerte. Un tratamiento eficaz para evitar la intoxicación por formaldehído tras ingerir metanol es administrar etanol. La enzima alcohol-deshidrogenasa tiene una mayor afinidad por el etanol. De esta forma se evita que el metanol se una y sirva de sustrato. Así pues, el resto de metanol tendrá tiempo de ser excretado por los riñones. El formaldehído que quede será convertido en ácido fórmico y después excretado.
El metanol en sí, es venenoso, y tiene un efecto sedante mucho menos potente que el etanol. Algunos alcoholes de cadena larga como por ejemplo el n-propanol, el isopropanol, el n-butanol, el t-butanol y el 2-metil-2-butanol sí tienen efectos sedantes más potentes, aunque también son más tóxicos que el etanol. Estos alcoholes de cadena larga se encuentran como contaminantes en algunas bebidas alcohólicas y son conocidos como alcoholes de fusel, y tienen la reputación de causar una resaca grave, aunque no está claro si los alcoholes de fusel son la auténtica causa. Muchos alcoholes de cadena larga son utilizados por la industria como disolventes, y a veces están detrás de una variedad de problemas de salud asociados al alcoholismo. Aunque el mecanismo no está claro, un metaanálisis de 572 estudios han demostrado un aumento del riesgo de cáncer asociado al consumo de alcohol. El isopropanol al metabolizarse se transforma en acetona que puede ser tóxica dentro del organismo.